# Walter Ricciardi
Gualtiero Ricciardi, detto Walter (Napoli, 17 aprile 1959), è un igienista, funzionario e attore italiano.

## Biografia
Nato a Napoli, si dedica alla professione medica. Ricopre la carica di direttore del dipartimento di Sanità Pubblica del Policlinico Agostino Gemelli di Roma e di presidente della III sezione del Consiglio superiore di sanità, per poi ricoprire il ruolo di professore ordinario d'Igiene e Medicina Preventiva, già vicepreside della Facoltà di Medicina e Chirurgia dell'Università Cattolica del Sacro Cuore dal 2012. È stato anche presidente della Società italiana medici manager (SIMM), mentre nel 2002 fonda e dirige l'Osservatorio Italiano sulla Salute nelle Regioni Italiane.
Cura l'Oxford handbook of public health practice, pubblicato dalla Oxford University Press, e diventa componente del National board of medical examiners degli USA; dal 2010 al 2014 è stato presidente della European association of public health.
Nel 2013-2014 ha coordinato su commissione delle Nazioni Unite la prima indagine di analisi comparativa sui rischi professionali del personale del World food program, dell'UNHCR, della Banca Mondiale e del Fondo Monetario Internazionale.
Nel settembre 2014 Ricciardi e i suoi colleghi Charles Guest, Ichiro Kawachi e Iain Lang sono stati premiati dalla British medical association per l'opera Oxford handbook of public health practice. Nello stesso anno ha ricevuto il premio Krogh dall'ambasciata danese a Roma, e nel 2015 il Takamine award dall'ambasciata giapponese. Sempre nel 2015 gli è stato conferito il premio Edithe J. Levit distinguished service award per i servizi prestati come membro del consiglio dei direttori del National board of medical examiners degli Stati Uniti d'America. Nel febbraio 2015, a Calcutta, è stato eletto rappresentante dell'Europa nel consiglio di governo della World federation of public health association (WFPHA), la Federazione Mondiale delle Società di Sanità Pubblica.
Nel luglio 2014 è stato nominato dal governo Renzi commissario straordinario per l'Istituto superiore di sanità; nel corso del suo mandato, Ricciardi provvide, in un'ottica di revisione della spesa , ad un riordino delle strutture dell'ente, che portò allo smantellamento del Centro nazionale di epidemiologia, sorveglianza e promozione della salute, nonostante l'appello contrario di 234 operatori di sanità pubblica.
Nel settembre 2015, con decreto del Presidente del Consiglio dei Ministri, Ricciardi è stato nominato presidente dell'Istituto Superiore di Sanità.
Il 2 giugno 2017 il presidente della Repubblica italiana Sergio Mattarella, su proposta del Presidente del Consiglio Gentiloni, lo ha nominato Commendatore della Repubblica in considerazione di particolari benemerenze in campo scientifico e sanitario. Nel novembre 2017, il governo Gentiloni lo ha designato a rappresentare l'Italia nel consiglio d'amministrazione dell'OMS per il triennio 2017-2020.
Nel gennaio 2019 ha annunciato le dimissioni da presidente dell'Istituto superiore di sanità, in polemica con la presunta scarsa collaborazione instaurata a suo dire dal governo Conte I e con le posizioni assunte dagli esponenti dell'esecutivo.
Nel maggio 2019 gli è stata conferita la Laurea Honoris Causa dalla Thomas Jefferson University di Philadelphia "per i risultati raggiunti e il contributo dato al mondo della sanità pubblica". Nell'ottobre del stesso anno, sotto gli auspici del governo Conte II, è divenuto membro del Mission board for cancer, sostituendo il dimissionario Harald zur Hausen.
Dal novembre 2019 è tra i membri del comitato che ha promosso la nascita di Azione, partito politico social-liberale guidato dall'ex ministro dello sviluppo economico ed europarlamentare PD Carlo Calenda.
Nel febbraio 2020 è stato nominato consigliere scientifico del ministro della salute Roberto Speranza per l'emergenza COVID-19. Ha mantenuto l'incarico fino alla fine del mandato di Speranza come ministro, ovvero ad ottobre 2022.
Nel 2020 scrive la presentazione del libro "#COVID19" di Fausto D'Agostino e Mario Pappagallo.
Nel febbraio 2021 Papa Francesco lo nomina membro della Pontificia Accademia per la Vita.
A maggio 2021 è entrato a far parte del comitato scientifico del Santé publique France, equivalente francese dell'ISS.

## Attività cinematografica
Negli anni sessanta, da bambino, ha avuto una parentesi come attore nella serie televisiva I ragazzi di padre Tobia, per poi prendere parte a sceneggiati televisivi come Dramma d'amore, Un eroe del nostro tempo, Nostra madre, La freccia nel fianco; prosegue per tutti gli anni ottanta con ruoli di primo piano a fianco di Giuliana De Sio, Alida Valli, Michele Placido, Stefania Sandrelli e Maria Schneider.
Recita nei film Io sono mia (1978) di Sofia Scandurra, L'ultimo guappo (1978), Il mammasantissima e Napoli... la camorra sfida, la città risponde (1979) diretti da Alfonso Brescia e interpretati da Mario Merola.

## Filmografia
- L'ultimo guappo (1978)
- Io sono mia (1978)
- Il mammasantissima (1979)
- Napoli... la camorra sfida, la città risponde (1979)
- Stachel im Fleisch (1981)
- Occhei, occhei (1983)
- Il viaggio difficile (1986)

## Doppiatori
- Massimo Giuliani ne L'ultimo guappo